# Club nautique Canet Perpignan
 (octobre 2013).
Si vous disposez d'ouvrages ou d'articles de référence ou si vous connaissez des sites web de qualité traitant du thème abordé ici, merci de compléter l'article en donnant les références utiles à sa vérifiabilité et en les liant à la section « Notes et références ».
Le Club Nautique Canet Perpignan est un club de navigation à la voile des Pyrénées-Orientales.

## Historique
Le CNCP est fondé le 20 janvier 1948 sous l’appellation Club Nautique de Canet-Plage. Son siège social se trouve alors à Perpignan. Le développement du club se fait alors que Canet Plage était une villégiature de Perpignan et son essor est à mettre en parallèle avec le développement de la ligne du tramway Perpignan qui desservait Canet Plage. Le but de l’association ne concerne alors pas simplement la voile mais aussi « la participation au développement touristique de la côte Vermeille » et a la gestion de « l’emplacement mis à disposition par l’administration des domaines pour servir de garage aux bateaux de plaisances » cette « panne » deviendra plus tard le port de Canet-en-Roussillon.
Le 26 août 1968, lors de l’assemblée générale extraordinaire l’association change de nom tout en gardant le même sigle. Le CNCP devient alors Club Nautique Canet-Perpignan et le siège est transféré de Perpignan à Canet-Plage. L’association est affiliée à la Fédération française de Yachting à Voile. Le but de l’association se recentre autour de la voile et des courses nautiques.
Le Club Nautique Canet Perpignan est coorganisateur en juin 2013 de la finale des championnats de ligue de voile pour le Languedoc-Roussillon. Les compétitions se déroulent alors dans les eaux de Canet-en-Roussillon.